# Effondrement de L'Ambiance Plaza
L'effondrement de L'Ambiance Plaza est l'effondrement accidentel d'un immeuble en construction survenu le 23 avril 1987 à Bridgeport, dans le Connecticut, aux États-Unis. La catastrophe cause la mort de 28 ouvriers travaillant sur le chantier.